# NLRP4
NLRP4 (англ. NLR family, pyrin domain containing 4) — цитозольный белок, Nod-подобный рецептор семейства NALP.

## Функции
Играет роль в воспалении.

## Структура
Зрелый белок состоит из 994 аминокислот, молекулярная масса — 113,4 кДа.  Молекула включает домены DAPIN и NACHT, 8 LRR (лейцин-обогащённых)-повторов и участок связывания АТФ. Кроме основной изоформы образуются укороченные варианты с молекулярной массой 107 и 104 кДа. 